# Vuelo 523 de Caribbean Airlines
El Vuelo 523 de Caribbean Airlines fue un vuelo desde Nueva York a Georgetown, Guyana con escala intermedia en Puerto España, Trinidad el 30 de julio de 2011. El Boeing 737-800 registrado como 9Y-PBM aterrizó en el Aeropuerto Internacional Cheddi Jagan, pero no se logró detener el avión debido al clima lluvioso, saliéndose de la pista a las 01:32 hora local, e impactó con la valla perimetral. El avión se detuvo cien metros después de la cabecera de pista 06 tras pasar por encima de una carretera y romperla en dos secciones.
No hubo incendio, y solo siete de los 157 pasajeros y seis tripulantes resultaron heridos. No se informó de ningún muerto directo tras el accidente. Dos pasajeros sufrieron fractura en pierna. La mayoría de los heridos fueron tratados en el Diamond Diagnostic Hospitaly posteriormente enviados al Georgetown Public Hospital, donde treinta y cinco pasajeros fueron tratados por heridas en piernas, espalda y cuello. El avión sufrió daños que requirieron de reparación previa a su reingreso en la operación en el accidente.
El primer ministro de Trinidad Kamla Persad-Bissessar voló a Guyana para valorar la situación, porque el gobierno de Trinidad y Tobago es poseedor de Caribbean Airlines. El equipo de respuesta en emergencia de apareció dos horas después del incidente.  Funcionarios de la Dirección de Aviación Civil de Trinidad y Tobago (TTCAA) y la Oficina Nacional de Seguridad en el Transporte (NTSB) de los Estados Unidos fueron invitado a Guyana para ayudar en las investigaciones. La Dirección de Aviación Civil de Guyana lideró la investigación técnica, con la asistencia de la NTSB y la TTCAA.

## Causas
La GCAA-AIT de Guyana publicó su informe final tres años y 2 meses después del accidente diciendo que como causa probable fue que la aeronave aterrizó aproximadamente a 4700 pies más allá del umbral de la pista, a unos 2700 pies del final de la pista, como resultado de que el Capitán mantuvo un exceso de potencia durante la bengala y al aterrizar, el hecho de no utilizar la capacidad de desaceleración total de la aeronave, provocó que la aeronave sobrepasara la pista restante y se fracturara el fuselaje.
Factores contribuyentes
La indecisión de la tripulación de vuelo en cuanto a la ejecución de una maniobra, la imposibilidad de ejecutar una maniobra después de que la aeronave flotara a cierta distancia por la pista y su conciencia de la situación disminuida contribuyó al accidente